# Lekkoatletyka na Letnich Igrzyskach Paraolimpijskich 2012 – 100 metrów T42 mężczyzn
W biegu na 100 metrów kl. T42 mężczyzn podczas Letnich Igrzysk Paraolimpijskich 2012 rywalizowało ze sobą 12 zawodników. W konkursie udział wzięli sportowcy z kończynami amputowanymi powyżej kolana.

## Wyniki

### Eliminacje
Bieg 1
| Poz. | Zawodnik            | Narodowość        | Rezultat | Uwagi |
| ---- | ------------------- | ----------------- | -------- | ----- |
| 1    | Heinrich Popow      | Niemcy            | 12,43    | Q     |
| 2    | Scott Reardon       | Australia         | 12,45    | Q     |
| 3    | Richard Whitehead   | Wielka Brytania   | 12,97    | Q     |
| 4    | Shaquille Vance     | Stany Zjednoczone | 13,17    | q     |
| 5    | Helgi Sveinsson     | Islandia          | 15,64    |       |
| 6    | Jamol Allan Pilgrim | Antigua i Barbuda | 15,76    |       |

Bieg 2
| Poz. | Zawodnik           | Narodowość        | Rezultat | Uwagi |
| ---- | ------------------ | ----------------- | -------- | ----- |
| 1    | Wojtek Czyż        | Niemcy            | 12,53    | Q     |
| 2    | Earle Connor       | Kanada            | 12,56    | Q     |
| 3    | Clavel Kayitaré    | Francja           | 12,59    | Q     |
| 4    | Atsushi Yamamoto   | Japonia           | 12,87    | q     |
| 5    | Daniel Jorgensen   | Dania             | 13,21    |       |
| 6    | Garcia-Tolson Rudy | Stany Zjednoczone | 13,77    |       |

### Finał
| Poz. | Zawodnik          | Narodowość        | Rezultat | Uwagi |
| ---- | ----------------- | ----------------- | -------- | ----- |
| 1    | Heinrich Popow    | Niemcy            | 12,40    |       |
| 2    | Scott Reardon     | Australia         | 12,43    |       |
| 3    | Wojtek Czyż       | Niemcy            | 12,52    |       |
| 4    | Earle Connor      | Kanada            | 12,65    |       |
| 5    | Clavel Kayitaré   | Francja           | 12,73    |       |
| 6    | Atsushi Yamamoto  | Japonia           | 12,92    |       |
| 7    | Richard Whitehead | Wielka Brytania   | 12,99    |       |
| 8    | Shaquille Vance   | Stany Zjednoczone | 13,03    |       |